# Akademitcheski
Akademitcheski (en russe : Муниципальный округ Академический) est un district municipal de la ville de Moscou, dépendant administrativement du district administratif sud-ouest.
Le territoire du district a accueilli quatre fermes à différentes périodes, dont l'une, la Cheremouchki-Znamenskoïe, a été partiellement préservée jusqu'aujourd'hui. Sur le site de l'ancienne briqueterie Cheremouchki se trouve le « Musée des Héros de l'Union soviétique et de la Russie ».

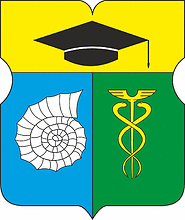
Armes du district
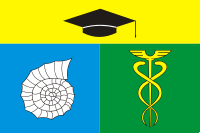
Drapeau du district